# Hampton (Nebraska)
Hampton est un village du comté de Hamilton, dans l'État du Nebraska, aux États-Unis. En 2020, il comptait une population de 432 habitants.